# Prix Maison de la Presse
Il Prix Maison de la Presse è un premio letterario francese assegnato annualmente ad autori di lingua francese per un'opera che ha avuto una grande diffusione.
Istituito nel 1970 dal Syndicat national des dépositaires de presse (SNDP) e da Gabriel Cantin con la denominazione Prix des Maisons de la Presse, fino al 2005 era diviso in due categorie: miglior romanzo e miglior saggio.
Assegnato tradizionalmente nel mese di maggio, dal 2005 ha assunto l'attuale nome e all'organizzazione si è aggiunto il Gruppo NAP.

## Albo d'oro Prix Maison de la Presse
- 2006: Katherine Pancol, Gli occhi gialli dei coccodrilli (Les Yeux jaunes des crocodiles)
- 2007: Patrick Graham, Il Vangelo secondo Satana (L'Évangile selon Sata)
- 2008: Jean Teulé, Il marchese di Montespan (Le Montespan)
- 2009: Patrick Bauwen, Monster
- 2010: Adélaïde de Clermont-Tonnerre, Il visone bianco (Fourrure)
- 2011: Véronique Olmi, Cet été-là
- 2012: Michel Bussi, Un aereo senza di lei (Un avion sans elle)
- 2013: Agnès Ledig, Un attimo prima della felicità (Juste avant le bonheur)
- 2014: François d'Épenoux, Le Réveil du cœur
- 2015: Laurence Peyrin, La Drôle de Vie de Zelda Zonk
- 2016: Marc Trévidic, Ahlam
- 2017: Philippe Besson, Non mentirmi (Arrête avec tes mensonges)
- 2018: Valérie Perrin, Cambiare l'acqua ai fiori (Changer l'eau des fleurs)[7]
- 2019: Olivier Norek, In superficie (Surface)[8]
- 2020: Caroline Laurent, Rivage de la colère[9]
- 2021: Eric Fouassier, Le bureau des affaires occultes[10]
- 2022: Sophie De Baere, Les Ailes Collées[11]
- 2023: Adèle Bréau, L'heure des femmes[12]
- 2024: Camille de Peretti, La sconosciuta del ritratto (L'Inconnue du portrait)[13]
- 2025: Johana Gustawsson, Les Morsures du silence[14]

## Albo d'oro Prix des Maisons de la Presse (Categoria Romanzi, 1970-2005)
- 1970: Jean Laborde, L'Héritage de violence
- 1971: Luc Estang, La Fille à l'oursin
- 1972: Pierre Moustiers, L'Hiver d'un gentilhomme
- 1973: René Barjavel, Le Grand Secret
- 1974: Michel Bataille, Les Jours meilleurs
- 1975: Charles Exbrayat, Jules Matrat
- 1976: Guy Lagorce, Ne pleure pas
- 1977: Maurice Denuzière, Louisiana (Louisiane)
- 1978: André Lacaze, Le Tunnel
- 1979: Jeanne Bourin, La Chambre des dames
- 1980: Nicole Ciravégna, Les Trois Jours du cavalier
- 1981: Marguerite Gurgand, Les Demoiselles de Beaumoreau
- 1982: Irène Frain, Le Nabab
- 1983: Régine Deforges, La Bicyclette bleue
- 1984: Michel Déon, La valle degli incanti (Je vous écris d'Italie)
- 1985: Patrick Meney, Niet!
- 1986: André Le Gal, Le Shangaïé
- 1987: Loup Durand, Daddy
- 1988: Amin Maalouf, Samarcanda (Samarcande)
- 1989: Christine Arnothy, Vento africano (Vent africain)
- 1990: Patrick Cauvin, Rue des Bons-Enfants
- 1991: Catherine Hermary-Vieille, Un amour fou
- 1992: Christian Jacq, L'affare Tutankhamon (L'Affaire Toutankhamon)
- 1993: Josette Alia, Quand le soleil était chaud
- 1994: Michel Ragon, Le Roman de Rabelais
- 1995: Jean Raspail, L'anello del pescatore (L'Anneau du pêcheur)
- 1996: Jean-Claude Libourel, Anthonin Maillefer
- 1997: Christian Signol, La Lumière des collines
- 1998: Bernard Clavel, Le Soleil des morts
- 1999: Daniel Pennac, La passione secondo Thérèse (Aux fruits de la passion)
- 2000: Georges Coulonges, L'Été du grand bonheur
- 2001: Frédéric H. Fajardie, Les Foulards rouges
- 2002: Paul Couturiau, Le Paravent de soie rouge
- 2003: Lorraine Fouchet, L'Agence
- 2004: Frédéric Lenoir e Violette Cabesos, La Promesse de l'ange
- 2005: Pierre Assouline, Lutetia

## Albo d'oro Prix des Maisons de la Presse (Categoria Saggi, 1970-2005)
- 1970: Jean Pouget, Le manifeste du camp nº1
- 1971: Brigitte Friang, Regarde-toi qui meurs
- 1972: R. Auboyneau e J. Verdier, La gamelle dans le dos
- 1973: Georges Bortoli, Mort de Staline
- 1974: Marie Chaix, Les Lauriers du lac de Constance
- 1975: Jacques Charon, Moi, un comédien
- 1976: J. F. Rolland, Le Grand Capitaine
- 1977: Patrick Segal, L'homme qui marchait dans sa tête
- 1978: Marcel Scipion, Le clos du roi
- 1979: Florence Trystram, Le procès des étoiles
- 1980: Philippe Lamour, Le cadran solaire
- 1981: Jacques Chancel, Tant qu'il y aura des îles
- 1982: Gisèle de Monfreid, Mes secrets de la Mer Rouge
- 1984: Jean-François Chaigneau, Dix chiens pour un rêve
- 1985: Éric Lipmann, L'idole des années folles
- 1990: J. Massabki e F. Porel, La mémoire des cèdres
- 1991: Noëlle Loriot, Irène Joliot-Curie
- 1992: Gilbert Bordes, Porteur de destins
- 1993: Jean-Paul Kauffmann, L'arche des Kerguelen
- 1994: Catherine Decours, La dernière favorite
- 1995: Jean-François Deniau, Mémoires de 7 vies
- 1996: Jean Lartéguy, Mourir pour Jérusalem
- 1997: Frédéric Mitterrand, Les aigles foudroyés
- 1998: Maurice Herzog, L'autre Annapurna
- 1999: Malika Oufkir e Michèle Fitoussi, La prigioniera (La Prisonnière)
- 2000: Georges Suffert, Tu es Pierre
- 2001: Dominique Lapierre, Mezzanotte e cinque a Bhopal (Il était minuit cinq à Bhopal)
- 2002: Simone Bertière, Marie-Antoinette l'insoumise
- 2003: Tavae Raioaoa, Si loin du monde
- 2004: Françoise Rudetzki : Triple peine
- 2005: Didier Long, Défense à Dieu d'entrer